# Leandro Macías
Leandro Macías Infante (ur. 13 lutego 1990) – kubański siatkarz, grający na pozycji rozgrywającego, reprezentant kraju. Od sezonu 2020/2021 występuje we włoskiej Serie A2, w drużynie Mondovì Volley.

## Sukcesy reprezentacyjne
Mistrzostwa Ameryki Północnej, Środkowej i Karaibów Kadetów:
- 2006

Mistrzostwa Świata Juniorów:
- 2009

Mistrzostwa Ameryki Północnej, Środkowej i Karaibów:
- 2011[1]

Liga Światowa:
- 2012

Puchar Panamerykański:
- 2014[2]

Igrzyska Ameryki Środkowej i Karaibów:
- 2014

## Nagrody indywidualne
- 2006: Najlepszy rozgrywający Mistrzostw Ameryki Północnej, Środkowej i Karaibów Kadetów
- 2009: Najlepszy rozgrywający Mistrzostw Świata Juniorów
- 2014: Najlepszy rozgrywający Igrzysk Ameryki Środkowej i Karaibów